# تمثال نيكاندري

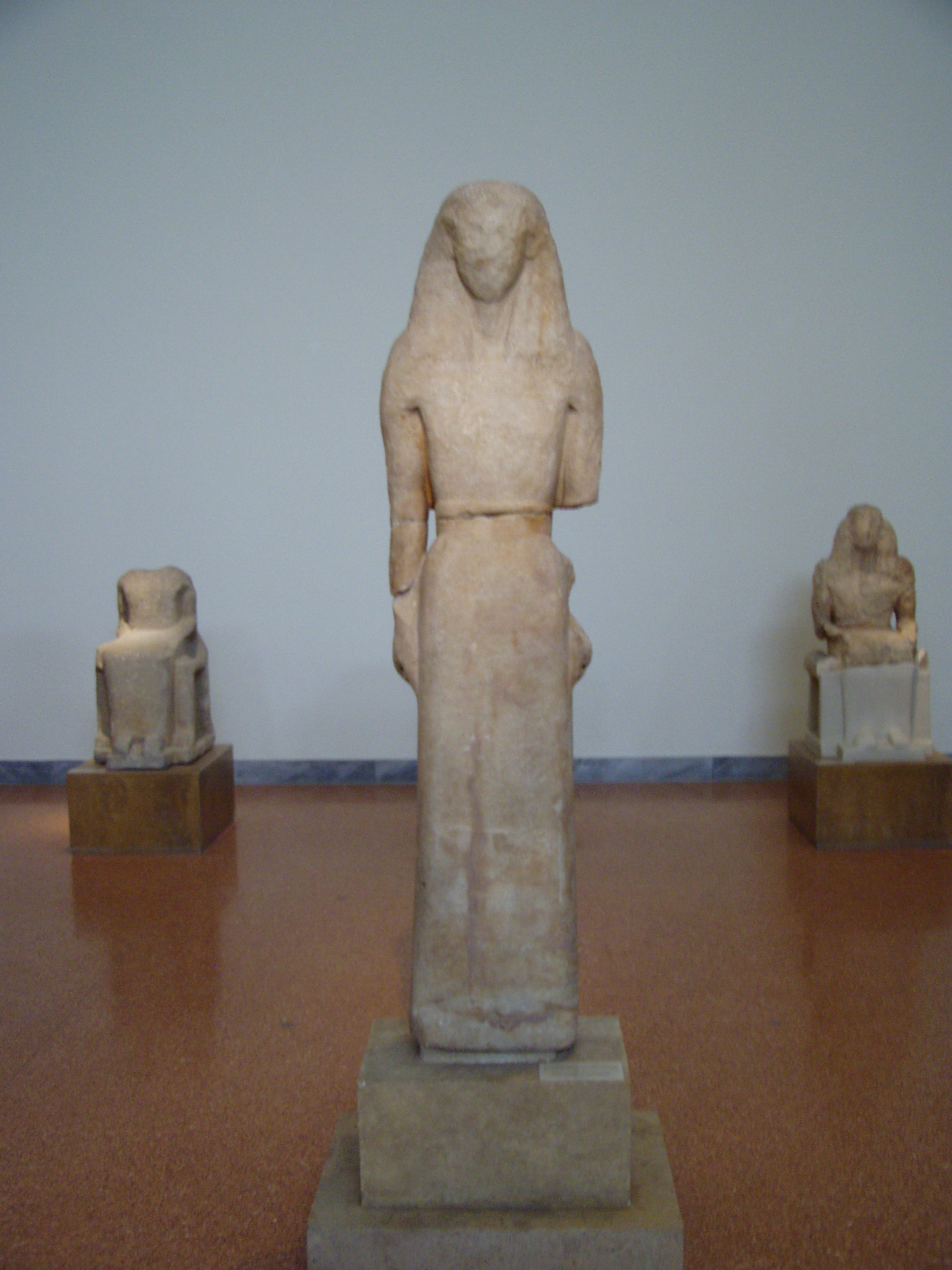
تمثال نيكاندري

تمثال نيكاندري هو تمثال من الرخام اليوناني، صنع حوالي 650 قبل الميلاد، أقيم في المتحف الأثري الوطني، أثينا، اليونان (رقم 1). كرست نيكاندري، وهي امرأة من جزيرة ناكسوس، التمثال في معبد أرتميس في ديلوس، مسقط رأس أبولو وأرتميس. يعد التمثال، الذي تم العثور عليه أثناء التنقيب عن الآثار في القرن التاسع عشر، أحد أقدم تماثيل كور، أو تماثيل النساء، ويعرض أحد أقدم نقوش الحجر اليوناني القديم. أصبح تمثيلها ووضعها ضمن الفترات الأسلوبية الحالية للنحت اليوناني موضوعًا للمنح الدراسية المكثفة.

## اكتشاف
اكتشف ثيوفيل هومول التمثال من بين العديد من القطع النحتية الأخرى في الخنادق أثناء التنقيب حول حرم أرتميس في عام 1878. نشر هومول نفسه ملاحظات متناقضة بعض الشيء فيما يتعلق بمكان العثور على القطع التي تشكل تمثال نيكاندري خلال السنوات التي أعقبت الاكتشاف. على هذا النحو، لم يتمكن العلماء من تحديد مكان تمثال نيكاندري بشكل قاطع. على أساس ملاحظات هومول، يتفق معظمهم على أن التمثال قد وضع في حفرة على بعد حوالي 12 إلى 15 مترًا من زاوية حرم أرتميس جنبًا إلى جنب مع قطع من العديد من التماثيل الأخرى. الغرض من هذا الإيداع غير واضح، لكن يبدو أن التماثيل قد تحطمت قبل الدفن.

## نقش
يوجد على الجانب الأيسر من التمثال نقش، وهو أحد أقدم النقوش اليونانية على الحجر. يتم شقها عموديًا، بطريقة تعرف باسم البوستروفيدون.
من هذا النقش، نعرف اسم وجنس صاحبة التمثال، نيكاندري، بالإضافة إلى بعض الإشارات الغامضة إلى نيتها (إرضاء الإلهة). بالإضافة إلى تعريف نفسها من خلال علاقتها بوالدها (دينوديكوس)، وزوجها (فراكسوس)، وشقيقها (ديينومينيس)، فإنها تشير إلى نفسها على أنها «مميزة بين النساء»، مدعية قدرًا من المجد والتأكيد على سمعتها في مجتمعها. على الرغم من أن النقش قد يشير إلى أن التمثال قد تم صنعه في جزيرة ناكسوس، حيث أقامت عائلة نيكاندري (وهو ما يؤكده نوع الحجر المستخدم في صنع التمثال)، فمن غير الواضح من كان النحات أو مكان إقامته.

## التمثيل
لم يتوصل العلماء بعد إلى توافق في الآراء بشأن من يمثل التمثال. على الرغم من أنه من المغري الافتراض في البداية أن دانية، مثل نيكاندري، ستطلب تمثالًا يشبهها، يشير عدد التماثيل النسائية الباقية مع المتدينين الذكور إلى أنه بينما يكون ذلك ممكنًا في بعض المواقف، لا يمكن أن يكون هذا هو القاعدة العامة.
في مقال نُشر بعد ثلاث سنوات من الاكتشاف، اقترح هومول أن تمثال نيكاندري بالإضافة إلى التماثيل الأخرى الموجودة معها تمثل كل من أرتميس. بالنسبة لمعظم كور، فإن الافتراض السائد هو أنهم يمثلون بيرسيفون، لكن يمكنهم تمثيل أي آلهة كانت تُعبد في الحرم حيث تم تكريس التماثيل، بما في ذلك أرتميس وهيرا وأثينا وديميتر وحتى الحوريات. ومع ذلك، كما أشار جي إم إيه ريختر، نادرًا ما يكون كور الفردي مصحوبًا بالسمات والأشياء المناسبة التي تعرضها عادة تماثيل العبادة، مثل أثينا أيغيس على تمثالها في البارثينون. ومع ذلك، فإن تمثال نيكاندري به ثقوب صغيرة في وسط يديه. من الممكن أن يكون النحات قد صنع هذه الثقوب لربط الأشياء المرتبطة بأرتميس، مثل القوس، في يدي التمثال.
يمكن أن يمثل كور بدلاً من ذلك كاهنات تلك الآلهة والمقدسات. وجد هذا التفسير أتباعًا كبيرًا بين العلماء. على سبيل المثال، يفترض كل من جون بوردمان ونيجل سبيفي أن التمثال يمثل كاهنة أرتميس. يجادل معارضو هذه النظرية بأن تصوير الشباب لكوروس لا يرتبط بشكل عام بصورة ومكانة الكاهنة، على الرغم من وجود حالات لعذارى شابات يعملن ككاهنات (على سبيل المثال، عبادة أرتميس في براورون).

## فترة الأسلوب
يدور أحد الخلافات الرئيسية المتعلقة بتفاني نيكاندر حول وضعه ضمن فئات موجودة مسبقًا من النحت اليوناني، وتحديداً النمط الديدالي للقرن السابع قبل الميلاد أو العصر اليوناني التذكاري الذي أعقب ذلك.
ازدهر أسلوب ديداليك، الذي عرضه أتباع المخترع الأسطوري دايدالوس (ما يسمى بـ ديداليداي، مثل انديوس وديبوينو وسكايليس وتكتيوس وآخرون) بين 675 و 600 قبل الميلاد. يتميز الأسلوب بمواجهة صارمة، وأسلوب مميز في الشعر والملابس. يتوافق تمثال نيكاندري مع العديد من هذه السمات الأسلوبية، مع واجهته الصارمة (يواجه التمثال بشكل مستقيم للأمام دون أي التواء في الجسم)، ولباسه الجامد الذي لا ينكشف (حزام بيبلوس عند الخصر)، وشعره الممشط بدقة، والذي يتدلى في خصلات شعر على جانبي رأس الشكل.
تميزت الفترة الأثرية اليونانية (660-650 قبل الميلاد) بمنحوتات بالحجم الطبيعي، تعود أصولها العديد من العلماء إلى التفاعل الثقافي اليوناني مع مصر. أشار هومول في نشره الأولي لمنحوتة نيكاندري إلى أن «الشعر منتشر على الكتفين، إلى حد كبير بطريقة تسريحة شعر المصريين - وهو ما يعطي التمثال للوهلة الأولى مظهر عمل مصري». تمثال نيكاندري، الذي يبلغ ارتفاعه 1.75 مترًا (5 قدمًا 9 بوصات) وسمكه 0.17 مترًا (6.7 بوصات)، هو أحد أقدم المنحوتات الرخامية بالحجم الطبيعي التي بقيت على حالها، وقد أرجعها الكثيرون إلى بداية هذه الفترة الجديدة من النحت القديم الضخم.

## استقبال
في مناقشة «مشكلة الوصف» في علم الآثار، أظهر أ. أ. دونوهيو أنه تاريخيًا، وصف معظم العلماء تمثال نيكاندري بعبارات سلبية. يعتقد دونوهيو أن الوصف «الموضوعي» للأشياء الأثرية لم يكن سوى شيء آخر. من خلال تقييم السياق التاريخي والعرقي والنفسي للانتقادات العلمية للتمثال، يوضح دونوهيو كيف أن استقبال تمثال نيكاندري اليوم لا ينبغي بالضرورة أن يبني على الأوصاف السابقة، والتي غالبًا ما احتقرت الطبيعة المسطحة للعمل واللباس الثقيل كحرفية رديئة. بالمقارنة مع النحت الهلنستي اللاحق، الذي يتميز بمعالجة مثالية تدريجية للشكل البشري، بدا تمثال نيكاندري، بملابسه الثقيلة وجذعه المتماسك، للعديد من العلماء الأوائل على أنه غير أنثوي تمامًا. في المقابل، يجادل دونوه بأن الملابس الثقيلة والموقف من الشكل كان من المفترض أن ينقل احترام ومكانة الأنثى داخل مجتمعها.